# 印度独活
印度独活（学名：Heracleum barmanicum）是伞形科独活属的植物。分布在中国大陆的广西、贵州、云南等地，生长于海拔600米至3,200米的地区，多生长在山地或山岭水沟旁，目前尚未由人工引种栽培。

## 别名
香白芷（云南）